# Ormen Lange

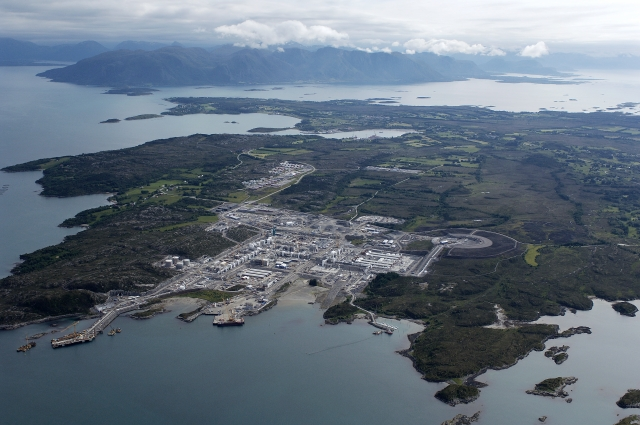
Le infrastrutture di Ormen Lange a Nyhamna

Ormen Lange è un giacimento di gas naturale sulla piattaforma continentale norvegese. È situato 120 chilometri (75 mi) a nordovest di Kristiansund, dove le profondità del fondale marino variano tra 800 m e 1100 m. Il campo è stato così chiamato in onore della famosa nave lunga Ormen Lange di Olaf Tryggvason, un re vichingo della Norvegia del X secolo.

## Storia
Il campo fu scoperto nel 1997. L'estrazione iniziò nel settembre 2007.
Il re di Norvegia presenziò all'apertura ufficiale di questo progetto, completato in tempo rispettando il budget di spesa il 6 ottobre 2007, allo stadio di calcio Aker a Molde.

## Riserve
Il giacimento è lungo circa 40 km e largo circa 8 km e si trova a circa 3.000 m sotto il livello del mare. Si stima che le riserve di gas estraibile siano ~300 miliardi di metri cubi.

## Descrizione tecnica
Il campo di Ormen Lange è stato sviluppato senza utilizzare le piattaforme offshore convenzionali. Invece, le 24 bocche dei pozzi sottomarini, poste sul fondale oceanico in quattro aree differenti di fondale oceanico, sono direttamente collegate, mediante due gasdotti da 30" (762 mm) di diametro, a un terminale di processo onshore situato a Nyhamna.
Dopo i necessari trattamenti, il gas è esportato mediante il secondo più lungo gasdotto sottomarino, il gasdotto di Langeled, che è lungo 1.166 km, da Nyhamna a Easington in Inghilterra.
La sezione settentrionale del gasdotto di esportazione ha un diametro pari a 42 pollici (1 067 mm), mentre la sezione da Sleipner a Easington ha un diametro pari a 44 pollici (1 118 mm). Il campo produce 70 milioni di metri cubi di gas naturale al giorno.
Si stima che il costo totale dell'opera raggiungesse i 66 miliardi di Corone norvegesi (circa 12 miliardi di US$) all'epoca del suo completamento.

## Condizioni naturali
Le condizioni naturali estreme del sito (temperature inferiori a 0 °C per parte dell'anno, mari in tempesta, forti correnti sottomarine, fondali marini variabili) richiedono specifiche severe per la tecnologia utilizzata nel progetto. È stata studiata la frana di Storegga, che avvenne nell'area verso il 6.000 a.C., con la conclusione che il rischio che il fenomeno si ripeta è trascurabile.

## Proprietà e operatori
Parecchie società condividono la proprietà di Ormen Lange:
- Petoro AS: 36%
- Statoil: 29%
- Norske Shell: 17%
- DONG Energy: 10%
- ExxonMobil: 7%

Ormen Lange era sfruttato da Statoil durante la fase di sviluppo. Il 30 novembre 2007, la Norske Shell ne assunse l'esercizio.